# Garry Walberg
Garry Walberg (* 10. Juni 1921 in Buffalo, New York; † 27. März 2012 in Northridge, Kalifornien) war ein US-amerikanischer Schauspieler.

## Leben
Bekannt wurde Walberg durch die Rolle des Lt. Frank Monahan in Quincy. Außerdem wirkte er in Filmen wie Blutige Spur und Fernsehserien wie Rauchende Colts, Raumschiff Enterprise und Mord ist ihr Hobby mit.

## Filmografie

### Fernsehen
- 1958: Richard Diamond, Privatdetektiv (Richard Diamond, Private Detective)
- 1959: Unglaubliche Geschichten (Amazing Stories)
- 1959–1960: Tausend Meilen Staub (Rawhide, 3 Folgen)
- 1959–1974: Rauchende Colts (Gunsmoke, 10 Folgen)
- 1960: Dezernat M (M Squad)
- 1962: Kein Fall für FBI (The Detectives)
- 1962: St. Dominic und seine Schäfchen (Going My Way)
- 1962–1965: Lassie
- 1963: Perry Mason
- 1963–1967: Auf der Flucht (The Fugitive, 4 Folgen)
- 1965: Stunde der Entscheidung (Kraft Suspense Theatre)
- 1965–1968: Peyton Place (33 Folgen)
- 1966: FBI (The F. B. I.)
- 1966: Raumschiff Enterprise (Star Trek)
- 1969: Bonanza
- 1970–1974: Männerwirtschaft (The Odd Couple)
- 1971: Das Wort hat die Verteidigung (Storefront Lawyers)
- 1971: Columbo: Schritte aus dem Schatten (Lady in Waiting)
- 1973: Der Chef (Ironside)
- 1973–1974: Die Waltons (The Waltons, 2 Folgen)
- 1974: Kojak – Einsatz in Manhattan (Kojak)
- 1974: The New Perry Mason
- 1976–1983: Quincy (145 Folgen)
- 1987: The Spirit
- 1989: Mord ist ihr Hobby (Murder, she wrote)
- 1993: The Odd Couple: Together Again

### Kino
- 1969: Blutige Spur (Tell Them Willie Boy Is Here)
- 1969: Charro!
- 1970: Zehn Stunden Zeit für Virgil Tibbs (They Call Me Mister Tibbs!)
- 1971: Andromeda – Tödlicher Staub aus dem All (The Andromeda Strain)
- 1971: Die Organisation (The Organization)
- 1976: King Kong
- 1976: Zwei Minuten Warnung (Two-Minute Warning)